# Наурзумський район
Наурзу́мський район (каз. Науырзым ауданы, рос. Наурзумский район) — адміністративна одиниця у складі Костанайської області Казахстану. Адміністративний центр — село Караменди.

## Населення
Населення — 9512 осіб (2021; 13180 у 2009, 17914 у 1999, 27103 у 1989).
Національний склад (станом на 2010 рік):
- казахи — 8938 осіб (68,56%)
- росіяни — 1818 осіб (13,95%)
- українці — 926 осіб
- азербайджанці — 305 осіб
- татари — 246 осіб
- білоруси — 219 осіб
- німці — 180 осіб
- башкири — 119 осіб
- удмурти — 50 осіб
- поляки — 31 особа
- молдовани — 20 осіб
- вірмени — 18 осіб
- мордва — 18 осіб
- чуваші — 14 осіб
- чеченці — 5 осіб
- інгуші — 1 особа
- інші — 129 осіб

## Історія
Район був утворений 31 грудня 1964 року. 9 липня 1988 року до району була приєднана частина ліквідованого Амантогайського району. Після 1989 року частина району була включена до складу Амангельдинського району.

## Склад
До складу району входять 4 сільських адміністрації та 4 сільських округи:
| Поселення                            | Площа, км² | Населення, осіб (1989) | Населення, осіб (1999) | Населення, осіб (2009) | Населення, осіб (2021) | Центр      | Населені пункти |
| ------------------------------------ | ---------- | ---------------------- | ---------------------- | ---------------------- | ---------------------- | ---------- | --------------- |
| Буревісницька сільська адміністрація | -          | 4374                   | 2329                   | 1740                   | 876                    | Буревісник | 1               |
| Кожинська сільська адміністрація     | -          | 2801                   | 1355                   | 874                    | 726                    | Кожа       | 1               |
| Улендинська сільська адміністрація   | -          | 2181                   | 1587                   | 766                    | 638                    | Уленди     | 1               |
| Шолаксайська сільська адміністрація  | -          | 2135                   | 1898                   | 1781                   | 968                    | Шолаксай   | 1               |
| Дамдинський сільський округ          | -          | 3741                   | 2214                   | 1245                   | 788                    | Дамди      | 3               |
| Карамендинський сільський округ      | -          | 8249                   | 5844                   | 4902                   | 4236                   | Караменди  | 2               |
| Роздольний сільський округ           | -          | 2018                   | 1544                   | 1175                   | 981                    | Роздольне  | 1               |
| Шилинський сільський округ           | -          | 1604                   | 1143                   | 697                    | 599                    | Шилі       | 1               |

## Найбільші населені пункти
Населені пункти з чисельністю населення понад 1000 осіб:
| № | Населений пункт | Населення, осіб (1989) | Населення, осіб (1999) | Населення, осіб (2009) | Населення, осіб (2021) |
| - | --------------- | ---------------------- | ---------------------- | ---------------------- | ---------------------- |
| 1 | Караменди       | 6732                   | 5326                   | 4694                   | 4189                   |